# Ica
Ica es una ciudad del suroeste del Perú, capital del departamento de Ica, situada en el estrecho valle que forma el río Ica, entre el Gran Tablazo de Ica y las laderas occidentales de la cordillera de los Andes.
La ciudad de Ica incluye cinco distritos urbanos. Según el Instituto Nacional de Estadística e Informática, es la decimoprimera ciudad más poblada del Perú y albergaba en el año 2021 a una población de 453 947 habitantes.
En Ica destaca la agricultura extensiva y la agroexportación articulada alrededor de la producción en el valle, situado en medio del desierto del Pacífico. Son importantes el cultivo de uvas, espárragos, palmeras datileras, nueces de pecán, algodón, mangos y paltas, entre otros muchos productos, muchos de los cuales convierten al valle en uno de los más exitosos casos de agro-exportación.
El oasis de Huacachina, ubicado a 5 km de la ciudad de Ica, está rodeado de grandes dunas de arena, adecuadas para practicar el deporte denominado sandboard, así como otros deportes de aventura. Donde Muchos turistas los visitan al año. Ideal para todos los meses del año.
El 6 de agosto del 2014, mediante el D.S 008-MINAM-2014, fue creada el Área de conservación regional Laguna de Huacachina, con el propósito de rescatar el ecosistema de la zona.
Los primeros habitantes se asentaron en la región de Ica hace unos 9000 años. El "hombre de Paracas", descubierto en las pampas de Santo Domingo, data del año 6870 a. C., constituyendo el segundo horticultor más antiguo del Perú.

## Toponimia
Los investigadores no han determinado de manera fehaciente el origen etimológico de la palabra Ica, pero está plenamente establecido que los nativos daban a este valle el nombre de Ica, según consta en innumerables documentos.
Con relación a su origen eitmológico, fray Martín de Murúa relata que Túpac Inca, estando de paso por esta ciudad, durante el gobierno de Pachacuti, pidió a un indio hechicero que fuese al oráculo de Pachacámac y asistiese a los sacrificios que hacían en ese lugar. El hechicero le pidió «unas señas para el gran maestro pontífice, señor de las guacas de dicho asiento, para que viese como iba el dicho hechicero por mandato del Inca, su rey y señor». Túpac Inca respondió «y, ca», con lo que estaba diciendo «sí, toma». Dice Murúa que, en memoria de lo ocurrido, esta ciudad «desde aquel tiempo se llama y tiene por nombre Ica».
Cerrón Palomino rechaza esta hipótesis muruana con un análisis filológico, prefiriendo buscar, en lugar, un posible origen aimara. Especula que Ica podría venir de la raíz verbal aimara colonial jikha-, que Bertonio registra con el significado de 'llevar por delante un carnero, caballo u otra bestia'. Esta raíz arcaica está relacionada sin duda con las palabras aimaras modernas jikhani y jikhaña con el significado de 'detrás, postrero, espalda, lomo'. Propone el autor que la forma originaria de la raíz habría sido *ikha-, y que el sonido /h/ inicial (representado con j en la ortografía aimara) habría sido insertado luego por influencia de la /kʰ/ aspirada. Esto es respaldado por el cronista Agustín de Zárate, quien registra el topónimo escrito <Hica> con h inicial. Así, el significado de Ica sería algo como 'parte posterior, lomada',y el sustantivo que modificaba podría haber desaparecido, entre los cuales pudieron haber sido marka 'pueblo', pampa 'llanura', pata 'andén', entre otros.
Otras de las teorías sobre el origen del nombre es la de José Sebastían Barranca, en carta dirigida a Juan de Dios López, al referirse a la etimología de la palabra Ica dice: «Principiaré a discutir la raíz ik, río, laguna, pozo, que sea de paso, no existe en el quichua hablado, pero sí en los nombres del lugar, sin duda, de solemne antigüedad. De esta raíz se deriva Ica (ika), que desdoblada se tiene ik + a que quiere decir río, laguna, pozo». Otra teoría, es la de Juan Durand en su obra Etimologías perú-bolivianas, donde afirma que la palabra Ica existe en el quechua y significa 'tierras secas, duras, eriazas, rugosas', tal como es el lugar donde se fundó la ciudad. Refuerza lo que afirma recordando que pueblos eriazos y sedientos de agua tomaron nombres como: Icampa, Icaño e Icapil en Argentina, Sicasica en Bolivia, Icata en Tacna, Icaco e Icallo en Puno, Sicahuasi en Apurimac, Sicaya en Huancayo, Jicán en Piura, entre otros.

## Símbolos

### Bandera
Luego de la proclamación de independencia se crea la banderaː el color verde representa la vegetación y el fértil suelo, el color amarillo representa el sol siempre presente en la ciudad de Ica, el Sol en el medio de la bandera representa la zona calurosa típica, la uva es el símbolo que representa la vendimia, la laguna celeste representa las lagunas cristalinas de la región.

### Escudo
miniatura de imagen

### Himno
El Himno a Ica fue compuesto en 1975 por Sara Lama y Lama (música) y Raquel Meneses Villagra (letra) quienes nos describen la historia de Ica, sus personajes ilustres y atractivos turísticos; recalcándonos además la devoción religiosa y el fervor patriótico de la población.

## Historia

### Época preincaica y virreinal
Tres importantes culturas preincaicas se asentaron en la región: la cultura Paracas (600 a. C. al 100 d. C.), la cultura Nazca (100-800 d. C.) y la cultura Chincha (800 d. C. al 1476 d. C.).

#### Cultura Paracas
De la primera quedan los mantos de fibras de algodón y lana, conservados en sus colores y textura por las condiciones climáticas y el suelo de la zona, así como los fardos funerarios con momias en cuclillas que muestran el avance en la técnica no solo de la momificación, sino también de conocimientos de medicina y cirugía a través de la llamada trepanación. Estas momias fueron encontradas principalmente en Cerro Colorado, en donde tallaron la roca en forma de copa invertida para acondicionar subterráneamente cada fardo.

#### Cultura Nazca
Lo más notable de la cultura Nazca son los geoglifos trazados en las pampas del mismo nombre, siendo los más conocidos el colibrí, la araña y el mono. María Reiche, matemática alemana que le dedicó 50 años de su vida al estudio y preservación de las líneas de Nazca, llegó a la conclusión de que es un gigantesco calendario agrícola relacionado con los movimientos del sol, la luna y las constelaciones. A diferencia de las líneas de Palpa, en Nazca solo hay una figura antropomorfa, más conocida como "el astronauta" porque se ve un ser humano con una especie de escafandra, cuya silueta es muy parecida a la de los actuales astronautas.
En 1994, las líneas de Nazca fueron declaradas Patrimonio Cultural de la Humanidad por UNESCO y constituyen uno de los principales atractivos turísticos de la región. La cultura Nazca también legó una red de acueductos que se utilizan hasta hoy en día y que permitieron el desarrollo de la agricultura del algodón nativo, la especie Gossypium perivianum.

#### Cultura Chincha
Luego surge la cultura Chincha que se extiende por la región teniendo como centro político el valle de Chincha. Tuvo vigencia del 800 d. C. al 1476 d. C., año en el que el Inca Pachacútec expande el imperio y conforma el Chinchaysuyo, que abarcaba toda la región Ica hasta el valle del río Majes. Es una cultura de la que no se tienen muchas referencias en las crónicas españolas, aun cuando se menciona que el Señor de Chincha era el único cargado en andas además del Inca cuando coincidían en ceremonias. Las investigaciones señalan que fue un pueblo muy dedicado al comercio, ya que intercambiaba mercancías entre la sierra y el litoral costero, siendo su ámbito de acción extendido aparentemente por todo el imperio incaico y tal vez más allá de este.

### Época Incaica y Virreinal
Luego de la dominación de Ica por el Inca Pachacútec, en el siglo XV, se construyen algunos asentamientos de poblaciones en todo el valle, con el fin de asegurar la tributación de productos agropecuarios a la Capital Imperial del Tahuantinsuyo.
Los incas complementaron los acueductos ya existentes, siendo el más importante La Achirana del Inca, que desvía parte de las aguas de río Ica y cuya construcción se atribuye, de acuerdo a la leyenda, al pedido de una hermosa joven de la región que cautivó a Pachacútec, quien accedió a la construcción del acueducto a pesar de no ser correspondido en sus sentimientos hacia la joven. El significado de Achirana es "lo que corre limpiamente hacia lo que es hermoso".
Los españoles llegaron a la región en 1533 en busca de un lugar para fundar la capital del Virreinato, creando la Villa de San Gallán en la zona donde está ubicada Pisco hoy en día. Como quiera que se decidió que la capital fuera en el valle del Rimac, esta región fue entregada a Nicolás de Ribera el Viejo, quien, en 1540 sería el primero en producir el aguardiente del mosto de uva en sus tierras de Tacarará (nombre anterior de Ica) con las cepas traídas de las Islas Canarias.
Fue en esta época que se desarrolló la uva tipo quebranta sobre la base de la uva negra europea, lo que le daría la singularidad al sabor del aguardiente. El mosto era almacenado en tinajas de barro, denominadas piscos, similares a las que se usaban en el incanato para fermentar la chicha, vocablo de donde también se supone derivó el nombre de pisco. Muy pronto comenzó a comercializarse por todo el Virreinato, el resto de América y Europa, siendo el puerto de Pisco el punto por donde partían las embarcaciones.
De ahí que el aguardiente adquiriera el nombre de Pisco, actual producto Bandera del Perú (2005) y cuya Denominación de Origen ha sido inscrita en la Organización Mundial de Propiedad Intelectual de la ONU (Certificado 865) en el año 2005.

### Fundación de Ica y llegada del Señor de Luren
Aún bajo órdenes españolas, la ciudad de Ica fue fundada por Jerónimo Luis de Cabrera el 17 de junio de 1563, con el nombre de Villa de Valverde del Valle de Ica. Luego de constantes sismos que destruían la Villa, se tenían que cambiar de lugar y finalmente en 1633, se le reconoció como ciudad y se estableció en el lugar que actualmente ocupa. Se denominaría San Jerónimo de Ica en honor a su fundador.
En 1570, era cura principal de la parroquia de Luren, el fraile franciscano Francisco de Madrigal, quien abocado en llevar una buena administración de su curato, se percata que en ella, era necesario adquirir una nueva imagen del crucificado, puesto que había una hechura que estaba muy deteriorada por los años y el último terremoto, lo que le motivó ir en busca de una nueva. En vista de ello, el fraile decide viajar con destino a su convento mayor de San Francisco, en la Ciudad de los Reyes, para consultar si tenían en sus almacenes alguna efigie reciente o por reparar que le podría servir para su doctrina, o si conocían referencia de venta en otras órdenes y periferia de la ciudad.
En 1570, en 25 de enero, Fray Francisco de Madrigal, permaneciendo aún en los claustros franciscanos de la capital, le llega la noticia de que unos marineros habían traído para la venta una imagen de un Cristo del tamaño de un hombre a su convento mayor, y que los responsables del monasterio no habían querido comprar por conocer que la referida imagen había naufragado, haciéndoles pensar que su madera estaba podrida. El cura de Ica, al conocer esta primicia, va al alcance de los marineros, a quienes les manifiesta su deseo de adquirir la hechura; a los hombres de mar que se habían retirado acongojados por su suerte, les sorprendió el ofrecimiento, quienes no dudaron enajenar la imagen en el precio de mil doscientos reales, tal como lo indica el acta original que es custodiada por la orden franciscana de Lima, desde hace 450 años.

El relato dice así:
"...A honra y gloria de Dios nuestro Señor Jesus Christo, Yo Fr. Francisco de Madrigal, Religioso indigno de N.P.S. Franco, siendo nombrado por cura de este pueblo de Lurin, y estando informado que en la iglesia de dicho pueblo, no había imagen de culto ninguna más de una hechura de un Cristo del tamaño de una bara la cual dicha hechura estaba ya muy carcomida y vieja que es la que dieron en repartimiento a la iglesia del dicho pueblo de Lurin, y siendo nombrado por cura del aviendo llegado a esta ciudad de los Reyes, ya que estaba de partida una hechura de un Santo Christo de la estatura de un hombre de la otra cosata para el convento de Jesús de Lima, la cual dicha hechura no quiso comprar el convento por saber que en una tormenta grande que tuvieron en el viaje, viéndose que se iban a pique, desbalijaron de la nao muchas cosas y entre ellas un caxón donde estaba esta dicha hechura, y a ver estado mucho tiempo en el agua y imaginando los padres del Convento de Lima vendría podrido, no lo quisieron comprar, y yo me llegué a los hombres, y les dije que cuanto me llevarian por la hechura y le concerté últimamente en mil y doscientos Rs".

"Y al margen, que hacen docientos y sinquenta Ps. La cual dicha hechura compré, y traxe conmigo a esta doctrina con licencia de Nuestro Padre Fr. Pedro de Molina al presente Comisario General de estas Provincias del Perú, el qual me dio licencia con tal que siempre estubiese la dicha hechura con vienes del convento, digo de la orden por quanto conforme a nuestra Regla, no podía tener propiedad en cosa alguna; y por verdad lo firmé en veinte y cinco de Henero de mil y quinientos y setenta años. Fr. Franco de Madrigal cura de la Doctrina de Lurin Yca."

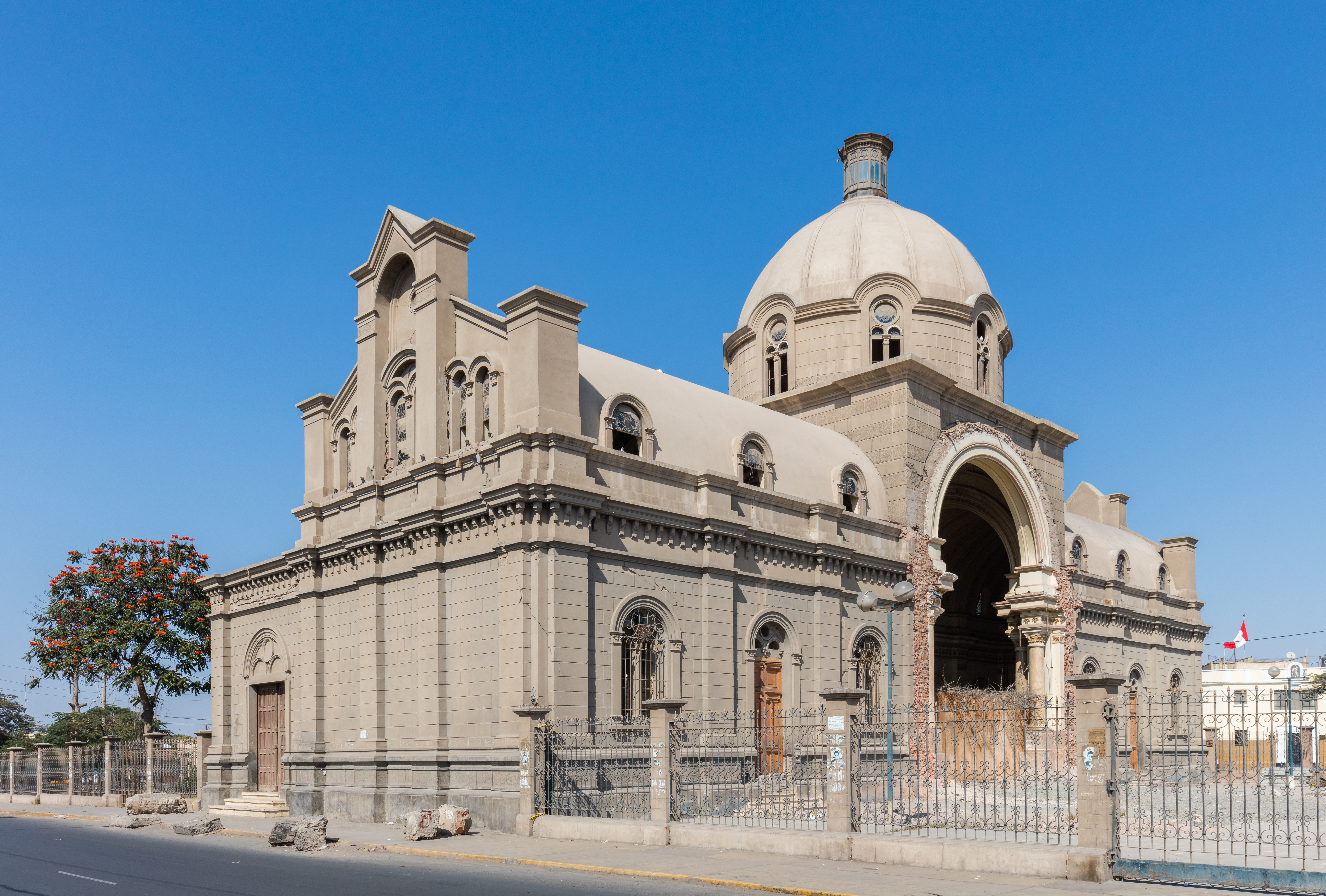
Templo del Señor de Luren después del terremoto del 2007.

El padre Madrigal, al haber cumplido su objetivo, preparó inmediatamente el retorno a su parroquia matriz, colocando la caja que contenía la imagen en lomo de bestia, la que condujo pacíficamente en toda su travesía desde Lima a Ica, que por esa época cabe resaltar tenía una duración de un mes a pie. 
En 1570, el 25 de febrero, con el agotamiento natural del viaje, aparece el cura principal en su parroquia de Luren, sin ningún inconveniente, trayendo con él a la acémila que portaba la buena nueva para su parcialidad, tal como lo indica claramente el acta. De manera que, al descargar el bulto, procedió en seguida a abrir el cajón, hallando en su interior un magnífico Cristo en perfectas condiciones, y sin ningún daño que podría haber ocasionado las aguas del mar, como se creía.
Por deformación del vocablo lurín, se derivó el nombre actual de Señor de Luren, patrono de Ica que inspira tanta devoción entre los iqueños. La tradición también menciona las veces que la imagen ha sobrevivido milagrosamente a los intensos terremotos, inundaciones e incendios que han asolado la ciudad y la región en los últimos tres siglos y medio. 
Hacia 1595 se inició la trata de esclavos africanos por los españoles que, para el sur del Perú, se comercializaban en Chincha, provincia en donde actualmente se encuentra más concentrada la cultura afroperuana. Esta población fue ocupada principalmente en la agricultura, tanto en los viñedos como posteriormente en los algodonales. 
En 1786, debido a que el Virreinato del Perú quedó dividido en intendencias, se suprimió el corregimiento de Ica, pasando a formar parte de la intendencia de Lima. En aquella época el personaje iqueño más notable era el Marqués de Torre Hermosa.
En la gesta libertadora, la ciudad de Ica proclamó la independencia meses antes de la llegada del libertador San Martín en septiembre de 1820, quien desembarca en la Bahía de Paracas y establece su Cuartel General en Pisco. En julio de 1821 parte hacia Lima.
Más adelante, el escritor Abraham Valdelomar se inspiró en este hecho para inventar un cuento en el que San Martín se imagina la bandera peruana observando unas parihuanas con alas rojas. Este cuento se llama "El sueño de San Martín". Por supuesto, una ficción creada alrededor de la independencia del Perú en las costas de Pisco.

#### Guerra del Pacífico
En medio de la guerra del Pacífico y la inevitable invasión chilena, el departamento de Ica fue parte de la resistencia ante la invasión chilena, librándose batallas en todo el departamento. En la ciudad de Ica se resaltan peleas como la batalla del Cerillo en San José de los Molinos.
Cuando llegaron al poblado de Ica, los soldados chilenos visitaron la entonces capilla del Señor de Luren que mostraba la sencillez y la omnipotencia divina. Estos detalles motivaron a los generales chilenos a arrebatársela al pueblo iqueño. Con el fin de llevarse la imagen, construyeron una enorme caja que llegaba a medir 10 metros, pero por cosas inexplicables la imagen rompió parámetros de sus carpinteros y resultó más grande.

Sorprendidos, intentaron cubrirlo con un manto y armaron una especie de camilla para transportar la imagen con ayuda de unas robustas mulas, pero al querer cargar la imagen, estos armaron su berrinche. Las mulas tironeaban todo lo que sus fuerzas daban, pero no podían mover la imagen hasta que las cuerdas que sujetaban la imagen comenzaron a romperse en sus ataduras y, finalmente, las mulas quedaron como clavadas en el suelo.

Oasis de Huacachina, Ica.

Tras esto los oficiales chilenos intentaron destruirla ordenando a los soldados, con hacha en mano, a cumplirlo. Sin embargo, muchos de ellos no querían cometer tal acto, y aquellos que lo intentaron, su hacha se rompía. Finalmente tras todo esto, dejaron en paz a la imagen.

### Los desastres en la ciudad de Ica
Ica ha sido lugar de frecuentes terremotos e inundaciones, las cuales han llegado a afectar la ciudad completamente. La primera gran inundación se registra el 17 de marzo de 1908, cuando el río Ica estaba protegido por barreras de sauces y tamarices. Fue entonces que en 1912 se construyó la primera obra de defensa de la ciudad y en 1916 se dicta la primera ley para encauzar el río Ica, pero fue solo después de las de 1925, 1929 y 1932 que se realizan de 1932 a 1935, se encauzan  del río Ica y se construyen los primeros muros de cemento. Sin embargo, esta no logró evitar la inundación de 1963.

#### Inundación de 1998
El 29 de enero de 1998 la ciudad fue afectada por el desborde del río Ica, por causa de 3 huaycos provenientes de la sierra de Santiago de Chocorvos, quedando el cercado lleno de lodo, cañaverales y agua. Todo inició con una lluvia torrencial a las 3 p. m., la cual tomó por sorpresa a los ciudadanos. 
La alerta se hizo presente días antes, cuando el 23 de enero se desbordó el río por la zona de Manzanilla, aproximadamente a las 7 p. m., por la toma conocida como "La Poruma". Al día siguiente, el 24 de enero, el río inundó el margen derecho, aproximadamente 10 de la mañana la altura del puente Socorro y la entrada al caserío "Los Patos". Con esta fuerte avenida de agua, también se vio afectado el PP. JJ. Pasaje La Tinguiña y Pasaje Valle. Como consecuencia de estos huaycos, la inundación en la ciudad de Ica abarcó casi el 80% de la ciudad, exceptuando las zonas como La Palma, la ciudad Universitaria, Las Dunas, Huacachina y Comatrana, el resto de la ciudad fue cubierta con un promedio de agua de 1m de altura.
Posteriormente a la inundación se hicieron defensas ribereñas, como en la zona de Limón - Los Patos que se hizo un embalse para disipar las futuras avenidas de agua, también en la zona del Puente Socorro se reforzó las riberas con obras de ingeniería y en el sector del Puente donde pasa la Panamericana Sur (Puente los Maestros), todo esto se hizo aún siendo presidente Alberto Fujimori. Posteriormente hubo otras avenidas de agua pero con menos efecto destructivo.

#### Terremoto del 2007

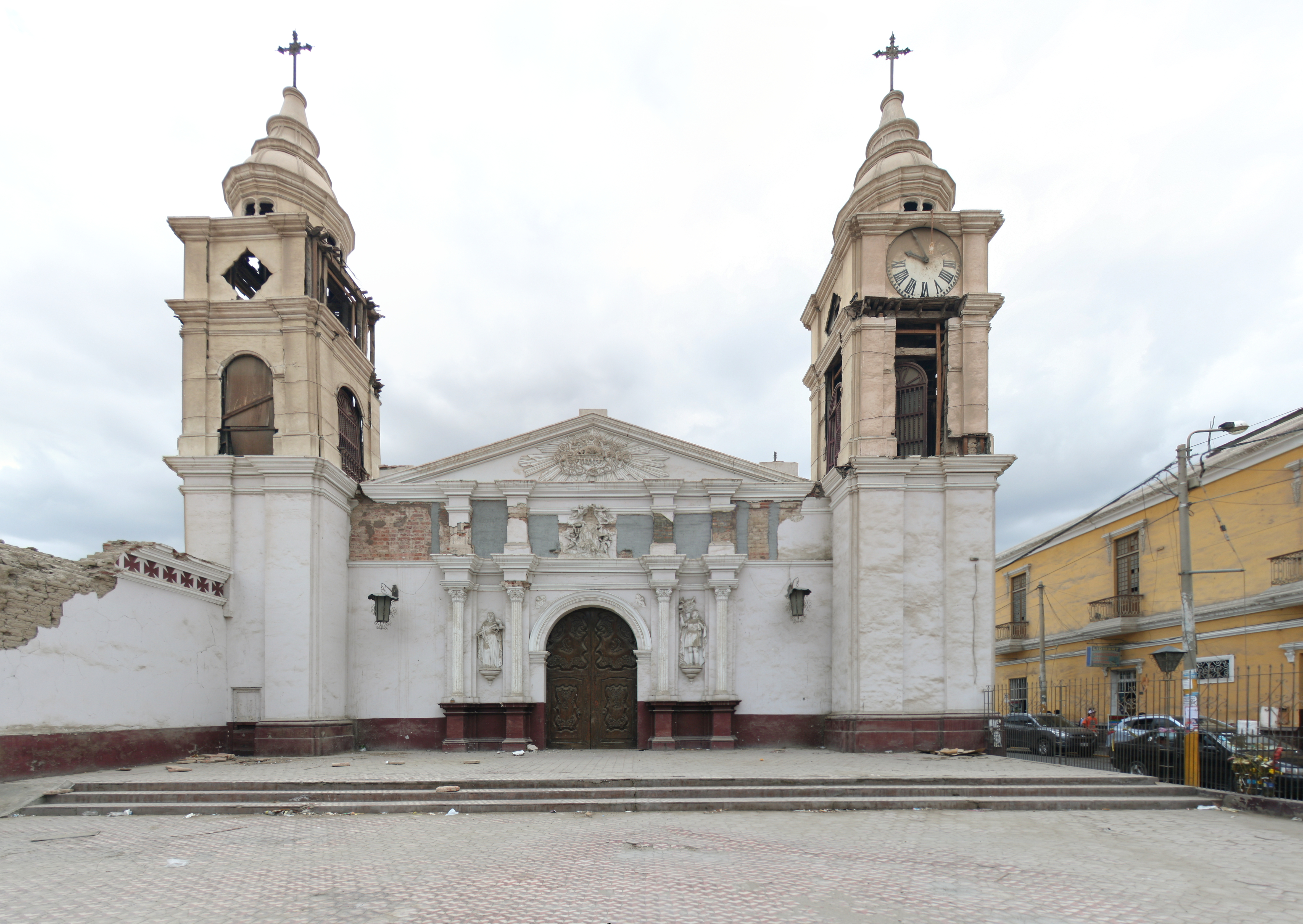
La Catedral después del terremoto.

El 15 de agosto de 2007 esta ciudad fue severamente afectada por el terremoto del Perú de 2007. El 75% del departamento aún sigue afectado, por lo que se están llevando a cabo obras para reconstruirlo gradualmente. Hasta el 2010 se ha reconstruido cerca del 35% del daño ocasionado por el terremoto.
Tuvo una magnitud de 8,0 en la escala sismológica de magnitud de momento y una intensidad máxima de IX en la escala de Mercalli Modificada, dejó 595 muertos, 1,800 heridos, 76,000 viviendas totalmente destruidas e inhabitables y cientos de miles de damnificados.

### Actualidad
Tras el terremoto que afectó a las ciudades de Pisco e Ica se comenzó con una lenta reconstrucción de la ciudad, que se pudo terminar. 
Uno de los logros de esta reconstrucción es, después de varios intentos, la culminación de la construcción del Santuario del Señor de Luren el 14 de junio del 2019.

## Geografía

### Localización
Ica se encuentra localizada en la Costa central del Perú, ubicada a 14°4′0″ de Latitud Sur, a 75°43′24″ de Latitud Oeste, y a una altitud de 406 m s. n. m. limita por el norte con la provincia de Pisco, por el sur con las provincias de Palpa y Nazca, por el este con el Departamento de Huancavelica y por el oeste con el Océano Pacífico y desarrolla en una extensión de 789 405 ha que constituyen el 37 % de la superficie total del departamento de Ica (2 132 783 ha).

### Demografía
La ciudad de Ica, incluye los distritos de Ica de 155 247 habitantes, Los Aquijes de 22 882	habitantes, Subtanjalla de 28 595 habitantes, La Tinguiña de 41 583 habitantes y Parcona de 56 767 habitantes, según el Instituto Nacional de Estadística e Informática es la decimoprimera ciudad más poblada del Perú y albergaba en el año 2017 a una población de 305 074 habitantes.

### Relieve
Ica es un territorio desértico accidentado, con oasis y extensas de pampas en sus alrededores, rodeado de cordilleras, valles, cerros y dunas.

### Hidrografía
El Río del Perú es uno de los cuatro que, de norte a sur, descienden en forma paralela y conforman la red hídrica del departamento de Ica, estos forman el Río Chincha , Pisco, Ica y el Río Grande todos pertenecientes a la vertiente del Pacífico.
La cuenca integrada del Río Ica está formada por la cuenta natural del Río Ica, en la vertiente del Pacífico y parte de la cuenca alta del Río Pampas, en la vertiente del Atlántico y que constituye el sistema Choclococha. Las aguas de esa parte de la cuenca del Río Pampas es derivada hacia la vertiente del Pacífico a través de un traforo de la cordillera de los Andes.
La Cuenca del Río Ica se encuentra ubicada en la zona central de la ciudad de Ica, comprendiendo dentro de su área parte de las regiones denominadas Costa y Sierra

### Clima
Ica posee un clima cálido y seco, con una temperatura media en verano de 27 °C y en
invierno de 18 °C. Normalmente, la temperatura máxima en verano supera los 30 °C y la mínima
no desciende a menos de 8 °C. Una característica de su clima se relaciona a los fuertes
vientos denominados "paracas", que suelen levantar grandes tormentas de arena. Los
principales ríos del departamento son San Juan, Pisco, Ica y Río Grande.
| Parámetros climáticos promedio de Ica | Parámetros climáticos promedio de Ica | Parámetros climáticos promedio de Ica | Parámetros climáticos promedio de Ica | Parámetros climáticos promedio de Ica | Parámetros climáticos promedio de Ica | Parámetros climáticos promedio de Ica | Parámetros climáticos promedio de Ica | Parámetros climáticos promedio de Ica | Parámetros climáticos promedio de Ica | Parámetros climáticos promedio de Ica | Parámetros climáticos promedio de Ica | Parámetros climáticos promedio de Ica | Parámetros climáticos promedio de Ica |
| Mes                                   | Ene.                                  | Feb.                                  | Mar.                                  | Abr.                                  | May.                                  | Jun.                                  | Jul.                                  | Ago.                                  | Sep.                                  | Oct.                                  | Nov.                                  | Dic.                                  | Anual                                 |
| ------------------------------------- | ------------------------------------- | ------------------------------------- | ------------------------------------- | ------------------------------------- | ------------------------------------- | ------------------------------------- | ------------------------------------- | ------------------------------------- | ------------------------------------- | ------------------------------------- | ------------------------------------- | ------------------------------------- | ------------------------------------- |
| Temp. máx. abs. (°C)                  | 31                                    | 32                                    | 32.5                                  | 31.1                                  | 30                                    | 28.3                                  | 24.5                                  | 24.4                                  | 23.2                                  | 32.2                                  | 31.1                                  | 29.4                                  | 32.2                                  |
| Temp. máx. media (°C)                 | 29.1                                  | 28                                    | 30                                    | 28.2                                  | 25.2                                  | 23.5                                  | 21.1                                  | 23.7                                  | 23                                    | 24.3                                  | 24.2                                  | 25.8                                  | 26                                    |
| Temp. media (°C)                      | 23.1                                  | 22.2                                  | 23.7                                  | 21.7                                  | 18.9                                  | 17.2                                  | 15.1                                  | 17.4                                  | 16.6                                  | 17.9                                  | 17.8                                  | 19.8                                  | 19.3                                  |
| Temp. mín. media (°C)                 | 17.1                                  | 16.4                                  | 17.5                                  | 15.2                                  | 12.6                                  | 10.9                                  | 9.2                                   | 11.2                                  | 10.3                                  | 11.6                                  | 11.5                                  | 13.9                                  | 13.1                                  |
| Temp. mín. abs. (°C)                  | 14.4                                  | 15                                    | 15                                    | 14.2                                  | 5.2                                   | 10                                    | 8.3                                   | 10                                    | 10                                    | 12.2                                  | 14.3                                  | 13                                    | 5.2                                   |
| Precipitación total (mm)              | 27                                    | 37                                    | 28                                    | 5                                     | 0                                     | 0                                     | 0                                     | 0                                     | 0                                     | 1                                     | 1                                     | 7                                     | 106                                   |
| Días de precipitaciones (≥ )          | 5                                     | 8                                     | 6                                     | 1                                     | 0                                     | 0                                     | 0                                     | 0                                     | 0                                     | 0                                     | 0                                     | 2                                     | 22                                    |
| Fuente: Senamhi                       |                                       |                                       |                                       |                                       |                                       |                                       |                                       |                                       |                                       |                                       |                                       |                                       |                                       |

## Economía

### Agroexportación
Ica es un centro vitivinícola (produciendo principalmente pisco desde la llegada de los españoles). Dispone, además, de tenerías, curtidurías e industrias textiles, así como grandes centros de agroexportación. La agricultura iqueña es una de las más eficientes del Perú, produce principalmente alfalfa, algodón, camote, cebolla, espárrago, garbanzo, maíz choclo, maíz duro, mandarina, mango, manzana, naranja, pallar grano seco, palta, pecana, tomate, granada y uva. La población pecuaria de Ica no es importante, excepto en aves, que representan el 5,66% del total peruano.

### Folclore
Algunas de las tradiciones que se conservan en Ica son los Caballos Peruanos de Paso, las peleas de gallos y, en especial, la música y las danzas afroperuanas como el festejo, el alcatraz y el baile de los Negritos, este último considerado el baile típico de la región.

### Gastronomía
- Morusa de pallares con asado de res o cerdo
- Picante de pallares
- Carapulcra
- Tejas
- Chapanas
- Bebidas tradicionales: pisco y cachina
- Coctel de Camarones
- Chupe de Pallares Verdes

### Turismo

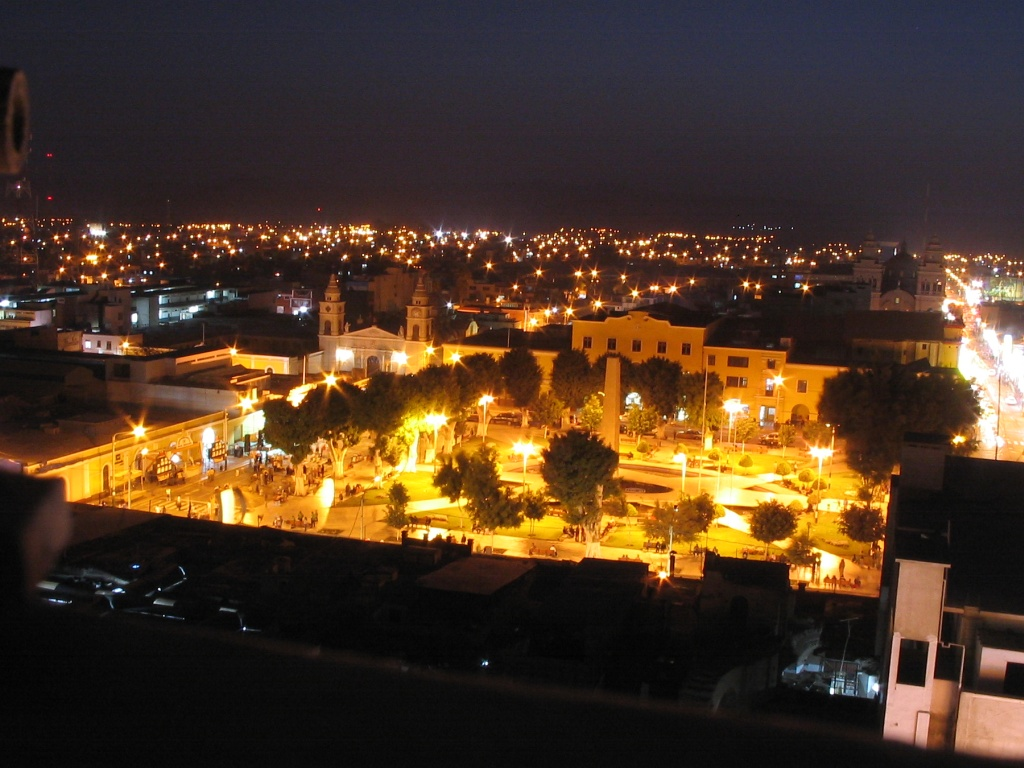
Plaza de Armas de Ica, de noche.

En el año 2018 la afluencia de turistas en la ciudad de Ica fue de 1’477,841 visitantes entre turistas extranjeros (248,582) y nacionales (1’229,259) según el informe del Portal de Turismo de Regiones
- Palacio Municipal, Su construcción se inició en la época republicana, conserva una serie de características arquitectónicas, tales como arquerías y otros ornamentos de destacada belleza. En la segunda planta se ubica el Salón Consistorial único en su género, ya que está íntegramente decorado con una serie de figuras ornamentales de madera en alto relieve que representa las estaciones del año, así como se encuentra un lienzo de gran tamaño que muestra un pasaje de la proclamación de independencia en 1820.

- Catedral de Ica, data del siglo XVIII, fue parte del conjunto monumental de la Compañía de Jesús. Fue refaccionada en 1814. La iglesia tiene dos estilos, en el exterior el neoclásico representado en su portada y en el interior, el barroco del púlpito y los altares.

- Santuario del Señor de Luren, el estilo de este templo es de arquitectura neoclásica con planta en cruz latina. Se caracteriza por tener tres portales con arquerías de ladrillo. Es uno de los templos más concurridos de la ciudad ya que alberga al Santo Patrón de Ica. Este templo fue reconstruido después del Terremoto del Perú de 2007 que azotó a la región.[9][10]

- Museo Regional Adolfo Bermúdez Jenkins: exhibe una colección de piezas de las culturas Paracas, Nasca, Huari, Ica e Inca. Además, se aprecia una muestra de lienzos y muebles coloniales y republicanos, muy concurrido en la ciudad.

- Museo de Piedras, fundado por el coleccionista Dr. Javier Cabrera presenta una colección de misteriosas y diversas piedras grabadas con escenas de actividades humanas.

- Casona del Marqués de Torre Hermosa, uno de los pocos ejemplos de arquitectura virreinal que han sobrevivido a los movimientos sísmicos y al crecimiento urbano. Destaca su portada rococó labrada en piedra. Es conocida como La Casa Bolívar pues alojó al Libertador en su paso por la ciudad.

- Casona Mendiola, que fuera propiedad de las hermanas Martínez Benvenuto, posee una hermosa planta virreinal de doble patio en la calle Bolívar. Ha sido dañada interiormente por el terremoto del 2007.
- Cachiche, lugar conocido por las míticas brujas buenas que residian en el lugar, en este se resalta la bruja conocida como Julia Hernández Pecho Viuda de Díaz quien sanaria a un joven Fernando León de Vivero quien se convertiría en congresista de Lima, este en agradecimiento volvió a Cachiche años más tarde y colocando una estatua en su honor. También se encuentra la palmera de las siete cabezas, cuyos troncos adoptan formas bastante tétricas y escalofriantes, a manera de gigantescas serpientes, y sus raíces se mezclan y confunden a ras del suelo.

- Laguna de Huacachina, lugar tradicional de paseo y de descanso para los iqueños, y lugar de obligada visita para los foráneos. La laguna de Huacachina es uno de los pocos oasis naturales que existen en el país, que se conjuga con un paisaje que armoniza dunas, palmeras y huarangos. A las aguas de la laguna se le atribuyeron en el pasado grandes propiedades curativas al cual se le atribuye una leyenda antigua de una sirena que vive en la laguna.

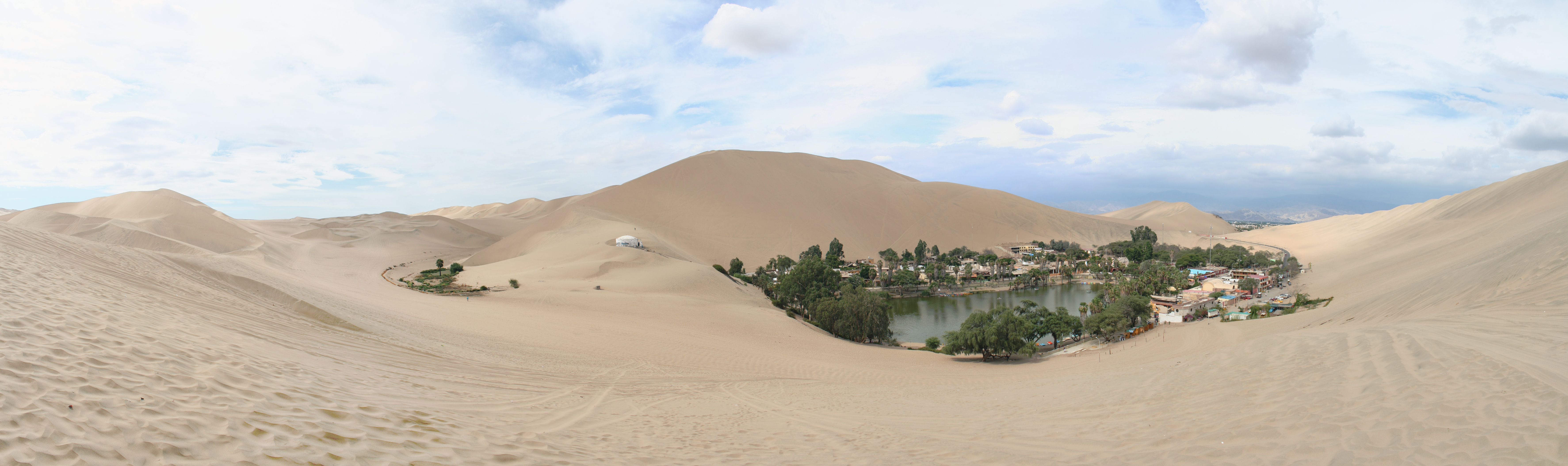
Huacachina.

## Educación
En la región existe una universidad pública, la Universidad Nacional San Luis Gonzaga y tres privadas: la Universidad Tecnológica del Perú, la Universidad Autónoma de Ica y la Universidad Privada San Juan Bautista, así como institutos superiores tecnológicos como el Instituto Catalina Buendía de Pecho, instituto público reconocido por sus enseñanzas en temas de agronomía. Otros institutos tecnológicos, pedagógicos y centros de arte como la Escuela Superior de Formación Artística Pública "Sérvulo Gutiérrez" y la Escuela Superior de Música "Francisco Pérez Anampa". Recientemente se ha inaugurado en Pisco, la carrera técnica de cocina en el SENATI, con el apoyo de la Sociedad Peruana de Gastronomía, que buscará satisfacer la demanda de los restaurantes, particularmente la de los nuevos hoteles ubicados en Paracas.
Entre el censo de 1981 y el del 2007, la tasa de analfabetismo ha descendido 4 puntos porcentuales, desde 6,8 por ciento a 2,8 por ciento. Este logro ha permitido que dicha tasa se encuentre bastante por debajo del promedio nacional (7,1 por ciento) y sea la segunda región, después de Lima, con la tasa más baja de analfabetismo en el país.

## Vías de comunicación
La ciudad se encuentra bien comunicada gracias a la carretera Panamericana. Asimismo cuenta con un pequeño aeropuerto, desde donde salen expediciones hacia las líneas de Nazca.
La ciudad también contaba con un antiguo ferrocarril que conectaba con la ciudad de Pisco pero este fue destruido durante la invasión chilena en la guerra del Pacífico. 

## Deportes

### Fútbol
Al igual que el resto del país, el deporte más practicado en la ciudad de Ica es el fútbol, durante el año se organizan varios campeonatos de ligas menores así como Liga Distrital de Ica el cual clasifica a la Liga Departamental de Fútbol de Ica.
Los clubes más populares de la ciudad y ambos hoy en Copa Perú, son el Sport Victoria y el Octavio Espinoza, que disputan el llamado Clásico Iqueño. Cabe destacar que el Octavio Espinoza es el equipo con mayor arraigo popular y estuvo en primera división de 1966 a 1971 y de 1984 a 1991. Otro equipo importante es el Club Deportivo Estudiantes de Medicina, campeón de la Copa Perú el año 2000 y que hizo una gran campaña y fue finalista del Torneo Clausura 2001, perdiendo la final con Cienciano. Luego de 3 temporadas en primera, tuvo una gran crisis económica en el 2004 de la que no se recuperó y hoy juega en La Copa Perú.
| Clubes de Fútbol |                                  |                      |           |
| Equipo           | Fundación                        | Estadio              | Liga      |
| Sport Victoria   | 14 de marzo de 1916 (109 años)   | José Picasso Peratta | Copa Perú |
| Sport San Martín | 3 de abril de 1921 (104 años)    | José Picasso Peratta | Copa Perú |
| Atlético Luren   | 17 de mayo de 1923 (102 años)    | José Picasso Peratta | Copa Perú |
| Octavio Espinoza | 21 de mayo de 1923 (102 años)    | José Picasso Peratta | Copa Perú |
| Sport Marino     | 15 de agosto de 1923 (101 años)  | José Picasso Peratta | Copa Perú |
| Alfonso Ugarte   | 27 de febrero de 1924 (101 años) | José Picasso Peratta | Copa Perú |

### Escenarios deportivos
El principal recinto deportivo para la práctica del fútbol es el Estadio José Picasso Peratta, propiedad del Instituto Peruano del Deporte es el recinto donde los equipos Iqueños juega sus partidos de local y cuenta solo con una capacidad para 8.000 espectadores sin embargo es el orgullo del pueblo iqueño, además la ciudad cuenta con un IPD que brinda un polideportivo.

## Ciudades Hermanas
- Córdoba, Argentina[12]
- Miami Beach, Estados Unidos[13]
- Lombardía, Italia
- Villa Cisneros, Sahara Occidental[14]

## Festividades
- Semana Santa.
- Señor de Luren.
- Festival de la Vendimia.